# Thomas Ebendorfer

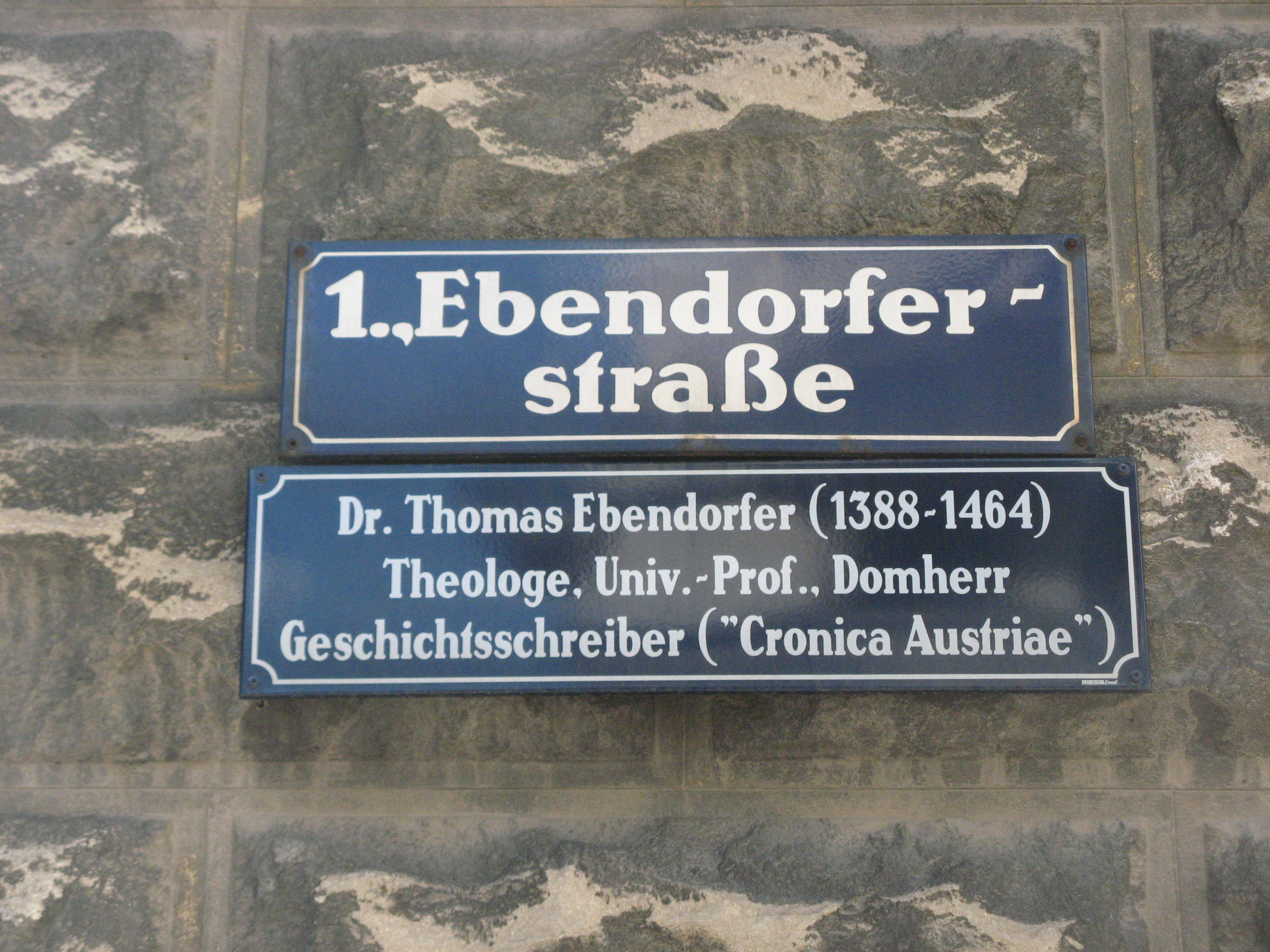
Ebendorferstraße in Wien

Thomas Ebendorfer, genannt Thomas von Haselbach (* 10. August 1388 in Haselbach bei Stockerau, Herzogtum Österreich; † 12. Januar 1464 in Wien) war ein österreichischer Theologe, Universitätsprofessor und Geschichtsschreiber.

## Leben
Ebendorfer war Mitglied der Wiener Schule der Pastoraltheologie. Er studierte an der theologischen Fakultät der Universität Wien, wo er ein Schüler Nikolaus von Dinkelsbühl war und die heute noch erhaltene Leichenrede für seinen Lehrer hielt. Ebendorfer wurde vermutlich um 1421 zum Priester geweiht. 1428 wurde er zum Doktor der Theologie promoviert.
Er nahm als Gesandter der Universität von Wien am Konzil von Basel teil und wurde zum führenden Theologen des Konziliarismus. 1435 musste er das Konzil jedoch verlassen, da die Finanzierung des Aufenthaltes nicht mehr garantiert war. 1435 wurde er zum Pfarrer in Perchtoldsdorf bei Wien bestellt. Danach war Ebendorfer als Gesandter Friedrichs III. tätig (bis 1458). Er entfernte sich danach mehr von der Konzilspartei.
Ebendorfer war mehrmals Dekan und Rektor an der Wiener Universität. Er galt als Experte in der Hussitenfrage und war an verschiedenen Verhandlungen in dieser Frage beteiligt. Er soll auch an mehreren Reichstagen teilgenommen haben.
Seine Chroniken, etwa die Cronica Austriae von 1463, sind wichtige Quellen für die Geschichtsschreibung. So ist sie unter anderem die einzige christliche Quelle, die ausführlich über die Ereignisse der Wiener Gesera (Judenvertreibung und -verbrennung) berichtet.
1464 starb Thomas Ebendorfer im Alter von 75 Jahren in Wien. Seine letzte Ruhestätte fand er in der Pfarrkirche Perchtoldsdorf, die unter ihm ab 1435 den Zubau des dreischiffigen Langhauses erhielt.
1873 wurde nach ihm die Ebendorferstraße im 1. Wiener Bezirk, ebenso eine in Perchtoldsdorf und in seinem Geburtsort Haselbach benannt.

## Werke
- Alphons Lhotsky (Hrsg.): Scriptores rerum Germanicarum, Nova series 13: Thomas Ebendorfer, Chronica Austriae. Berlin /Zürich 1967 (Monumenta Germaniae Historica, Digitalisat)
- Harald Zimmermann (Hrsg.): Scriptores rerum Germanicarum, Nova series 16: Thomas Ebendorfer, Chronica pontificum Romanorum. München 1994 (Monumenta Germaniae Historica, Digitalisat)
- Harald Zimmermann (Hrsg.): Scriptores rerum Germanicarum, Nova series 18,1: Thomas Ebendorfer, Chronica regum Romanorum. Teil 1. Hannover 2003 (Monumenta Germaniae Historica, Digitalisat)
- Harald Zimmermann (Hrsg.): Scriptores rerum Germanicarum, Nova series 18,2: Thomas Ebendorfer, Chronica regum Romanorum. Teil 2. Hannover 2003 (Monumenta Germaniae Historica, Digitalisat)
- Harald Zimmermann (Hrsg.): Scriptores rerum Germanicarum, Nova series 20: Thomas Ebendorfer, Tractatus de schismatibus. Hannover 2004, ISBN 3-7752-0220-X.
- Harald Zimmermann (Hrsg.): Scriptores rerum Germanicarum, Nova series 21: Thomas Ebendorfer, Historia Jerusalemitana. Hannover 2006, ISBN 3-7752-0221-8.
- Harald Zimmermann (Hrsg.): Scriptores rerum Germanicarum, Nova series 22: Thomas Ebendorfer, Catalogus praesulum Laureacensium et Pataviensium. Hannover 2008, ISBN 978-3-7752-0222-0.
- Harald Zimmermann (Hrsg.): Scriptores rerum Germanicarum, Nova series 25: Thomas Ebendorfer, Diarium sive Tractatus cum Boemis (1433–1436). Hannover 2010, ISBN 978-3-7752-0225-1.
- Carmen Kämmerer: Thomas Ebendorfer, Sechs frühneuhochdeutsche Predigten. Berlin 2005, ISBN 3-8325-1036-2.